# NBA G 리그 이그나이트
NBA G 리그 이그나이트(영어: NBA G League Ignite)는 미국 네바다주 헨더슨을 연고지로 하는 2020년부터 2024년까지 NBA G 리그 소속되었던 프로농구 팀이다.

## 역사
NBA G 리그 이그나이트는 G리그의 전통적인 팀 구조를 벗어나 시범 경기에 출전하며 엘리트 NBA 유망주들을 위한 리그 1년 개발 프로그램의 일환이면서, 그 명단은 유망주들과 베테랑 선수들로 구성될 것이다. 그리고 기존의 G리그팀과 다른 점은 발전형 농구팀이라는 것이다.
그러나 2023~2024시즌후 해체 되었다.

## 역대 홈경기장
| 경기장                | 사용기간      | 장소                  | 수용인원 | 비고                           |
| --------------------- | ------------- | --------------------- | -------- | ------------------------------ |
| NBA G 리그 이그나이트 |               |                       |          |                                |
| 얼티미트 필드하우스   | 2020년~2021년 | 캘리포니아주 월넛크릭 | 빈칸     | 빈칸                           |
| 미켈롭 울트라 아레나  | 2021년~2022년 | 네바다주 패러다이스   | 12,000명 | 빈칸                           |
| 리즈 패밀리 포럼      | 2022년~2024년 | 네바다주 핸더슨       | 5,567명  | 달러 로운 센터 (2022년~2024년) |

## 역대 NBA 드래프트 선수

### 드래프트 진출 선수
| 2021년 NBA 드래프트 |                |                           |                           |
| 선수                | 지명순위       | 지명한 팀                 | 현재 소속 팀              |
| 제일런 그린         | 1라운드 2순위  | 휴스턴 로키츠             | 휴스턴 로키츠             |
| 조나단 쿠밍가       | 1라운드 7순위  | 골든스테이트 워리어스     | 골든스테이트 워리어스     |
| 아이제이어 토드     | 2라운드 31순위 | 밀워키 벅스               | 가오슝 스틸러스           |
| 2022년 NBA 드래프트 |                |                           |                           |
| 선수                | 지명순위       | 지명한 팀                 | 현재 소속 팀              |
| 다이슨 대니얼스     | 1라운드 8순위  | 뉴올리언스 펠리컨스       | 애틀랜타 호크스           |
| 마존 보챔프         | 1라운드 24순위 | 밀워키 벅스               | 뉴욕 닉스                 |
| 제이든 하디         | 2라운드 37순위 | 새크라멘토 킹스           | 댈러스 매버릭스           |
| 2023년 NBA 드래프트 |                |                           |                           |
| 선수                | 지명순위       | 지명한 팀                 | 현재 소속 팀              |
| 스쿳 헨더슨         | 1라운드 3순위  | 포틀랜드 트레일블레이저스 | 포틀랜드 트레일블레이저스 |
| 레너드 밀러         | 2라운드 33순위 | 샌안토니오 스퍼스         | 미네소타 팀버울브스       |
| 시디 시소코         | 2라운드 44순위 | 샌안토니오 스퍼스         | 포틀랜드 트레일블레이저스 |
| 모하비 킹           | 2라운드 47순위 | 로스앤젤레스 레이커스     | 타우랑가 화이             |
| 2024년 NBA 드래프트 |                |                           |                           |
| 선수                | 지명순위       | 지명한 팀                 | 현재 소속 팀              |
| 론 홀랜드           | 1라운드 5순위  | 디트로이트 피스턴스       | 디트로이트 피스턴스       |
| / 마티스 부젤리스   | 1라운드 11순위 | 시카고 불스               | 시카고 불스               |
| 타일러 스미스       | 2라운드 33순위 | 밀워키 벅스               | 밀워키 벅스               |

### 언드래프트 진출 선수
| 2021년 NBA 드래프트  |                         |                         |
| 선수                 | NBA팀                   | 현재 소속 팀            |
| 데이션 닉스          | 휴스턴 로키츠           | 리오그란데밸리 바이퍼스 |
| 2022년 NBA 드래프트  |                         |                         |
| 마이클 포스터 주니어 | 필라델피아 세븐티식서스 | 캐피털 시티 GO-GO       |
| 2025년 NBA 드래프트  |                         |                         |
| 딩크 페이트          | 뉴욕 닉스               | 뉴욕 닉스               |

## 참조
1. ↑  손대범. “[맨투맨] 고교스타 NBA 진출 문 넓어질까.. NBA, G리그에 새로운 투자”. 2022년 5월 20일에 확인함.
2. ↑  드래프트 이후 인디애나페이서스 트래이드후 다시 워싱턴 위저즈로 트래이드됨.
3. ↑  트래프트 이후 댈러스 매버릭스으로 트래이드됨.
4. ↑  트래프트 이후 미네소타 팀버울브스로 트래이드됨.
5. ↑  트래프트 이후 인디애나 페이서스로 트래이드됨.